# Va banque

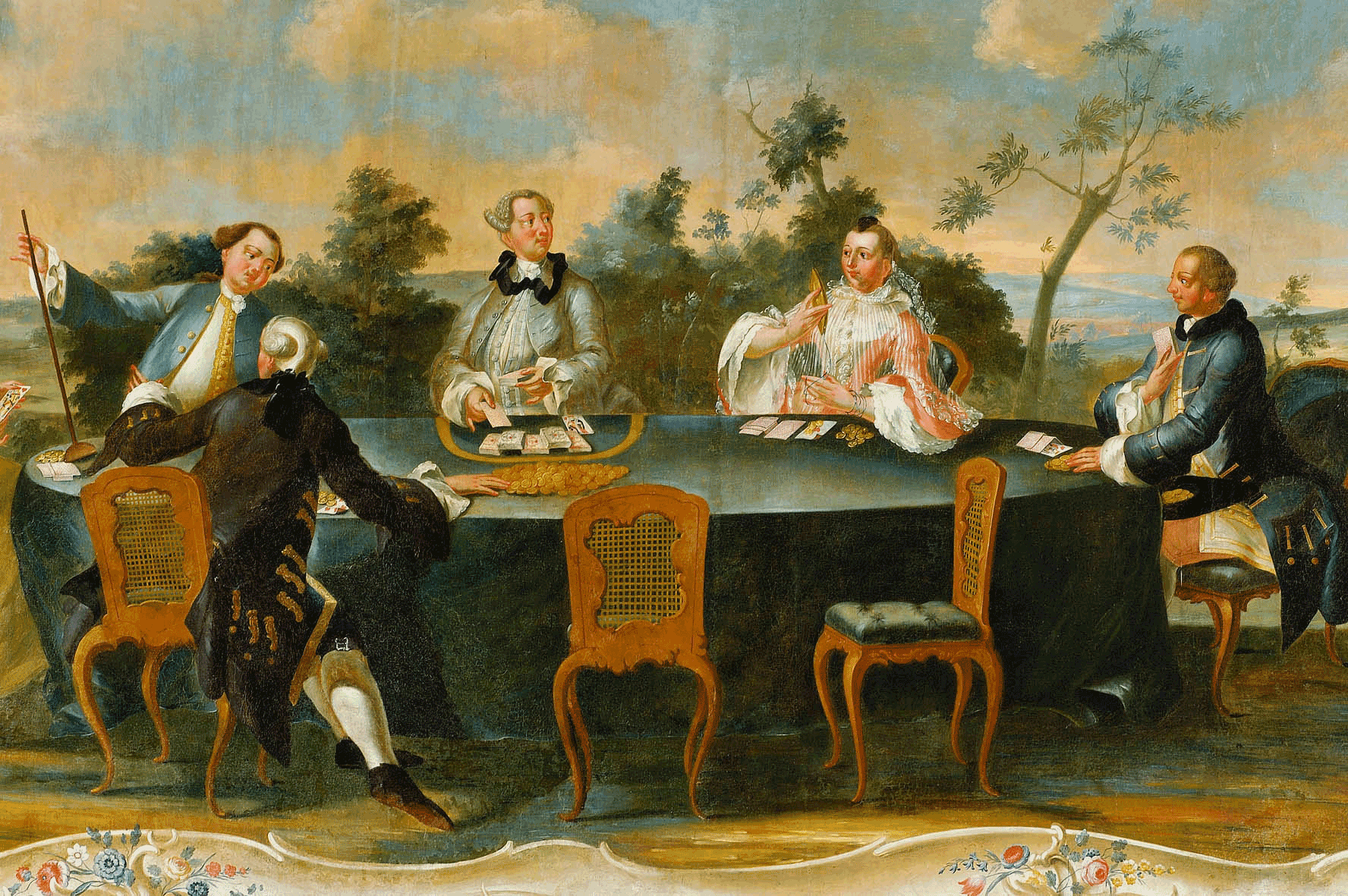
Johann Baptist Raunacher (1729–1771): Eine Partie Pharo auf Schloss Eggenberg bei Graz

Va banque, auch Vabanque, entstammt dem im 18. und 19. Jahrhundert populären Karten-Glücksspiel Pharo und bezeichnet die Ansage eines Spielers, der seinen Einsatz auf die Höhe der gesamten Bankeinlage setzt.
Die französische Wendung Va banque! ‚Es gilt die Bank!‘ impliziert, dass der Spieler sein gesamtes Kapital aufs Spiel setzt, vergleichbar mit der „Banco“-Ansage im Baccara.
Übertragen auf den wirtschaftlichen Bereich bezeichnet der Begriff Vabanquespiel ein unternehmerisches Vorhaben, bei dem alles auf eine Karte gesetzt wird, wodurch ein besonders hohes Risiko auf den Verlust des gesamten Einsatzes besteht.
Überliefert ist ein Gespräch zwischen Hermann Göring und Adolf Hitler anlässlich der britischen Kriegserklärung 1939. Göring riet Hitler: „Wir wollen doch das Vabanque-Spiel lassen“, worauf Hitler antwortete: „Ich habe in meinem Leben immer Vabanque gespielt.“